# Flightline
Flightline – brytyjska linia lotnicza z siedzibą w Southend-on-Sea. Głównym węzłem był port lotniczy Londyn-Southend.